# Anna Nikolaïevna Charapova
Anna Nikolaïevna Charapova (en russe : Анна Николаевна Шарапова, née en 1863 et morte en 1923) est une traductrice russe, militante du mouvement international de l'espéranto et du végétarisme.

## Biographie
Elle a traduit un certain nombre d'œuvres de Tolstoï, Lermontov et autres écrivains en espéranto.
Charapova était la secrétaire nationale de la Russie dans l'Union internationale des espérantistes végétariens, le premier président honoraire étant Léon Tolstoï.
Pendant la Première Guerre mondiale, elle a vécu en Suisse, retournant en 1920 en Russie. Son retour contribue grandement à la restauration des relations internationales entre espérantistes russes et étrangers.
Dans les années 1920, elle enseigne l'anglais dans une école communale près de Moscou, fondée par Lydia Armand sur le domaine de Talgren, à 4 kilomètres de la ville de Pouchkino. Parmi ceux qui ont été influencés par Charapova et se sont passionnés pour la langue espéranto se trouvaient Vassili Erochenko et David Armand.